# Spoj (medicina)
Spoj (žarg. šant) je v medicini stranski tok ali prelivanje krvi, seča ali možgansko-hrbtenjačne tekočine preko zveze ali anastomoze med dvema strukturama, ki je lahko posledica razvojne motnje, fiziološke prilagoditve ali kirurškega posega, npr:
- arteriovenski spoj – spoj med arterijo in veno;
- desno-levi spoj – pojav, pri katerem se venska kri meša z arterijsko krvjo (npr. pri nekaterih prirojenih srčnih napakah);
- levo-desni spoj – tok krvi v srcu z leve proti desni strani pri defektu srčnega pretina ali pri postnatalno ohranjenem arterioznem duktusu;
- mezenterikokavalni spoj – operacijsko narejena zveza med zgornjo mezenterično veno in spodnjo votlo veno;
- pljučni spoj – prelivanje venske krvi preko neventiliranega področja pljuč;
- portokavalni spoj – operacijsko narejena zveza med portalno veno in spodnjo votlo veno;
- splenorenalni spoj – operacijsko narejena zveza med vranično in levo ledvično veno;
- ventrikuloatrijski spoj – drenaža likvorja iz možganskega prekata preko cevke v desni srčni prekat;
- ventrikuloperitonejski spoj – drenaža likvorja iz možganskega prekata po cevki v peritonealno votlino.